# 15 Pułk Ułanów (Księstwo Warszawskie)
15 Pułk Ułanów – oddział jazdy polskiej Armii Księstwa Warszawskiego.
Sformowany w 1809 na Podolu galicyjskim. Do 28 grudnia 1809 nazywany 6 Pułkiem Jazdy Galicyjsko-Francuskiej. Pod koniec 1809 roku pułk liczył 916 żołnierzy.

## Mundur
Od 1810 roku obowiązywała następująca barwa munduru:
 Kołnierz karmazynowy z białą wypustką; rabaty karmazynowe z białą wypustką.
  Wyłogi rękawów karmazynowe z białą wypustką
 Lampasy spodni karmazynowe z białą wypustką.

## Żołnierze pułku
Pułkiem dowodzili:
- płk Augustyn Trzecieski (5 czerwca 1809)
- szef szwadronu Józef Dwernicki (od 1810)
- płk Ludwik Michał Pac (od 14 kwietnia 1812)

## Bitwy i potyczki
Pułk brał udział w walkach w czasie wojny polsko austriackiej, inwazji na Rosję 1812 roku i kampanii 1813 roku.
Bitwy i potyczki:
- Zaleszczyki (12,15 i 18 czerwca 1809)
- Tłuste (26 czerwca 1809)
- Dyczkowo (4 lipca 1809)
- Tarnopol (9 i 10 lipca 1809)
- Wieniawka (17 lipca 1809)
- Podhajce (18 lipca 1809)
- Mir (9 i 10 lipca 1812)
- Bobrujsk, Robaczew (8 września 1812)
- nad Berezyna (28 listopada 1812)
- Kalisz (13 lutego 1813).